# Ivo Muser
Ivo Muser (Brunico, 22 febbraio 1962) è un vescovo cattolico italiano, dal 27 luglio 2011 4º vescovo di Bolzano-Bressanone.

## Biografia
Nasce a Brunico, nella provincia autonoma di Bolzano e in diocesi di Bolzano-Bressanone, il 22 febbraio 1962. È il terzo figlio di una famiglia di modeste origini: la madre di Gais, il padre, Giobatta, immigrato da Timau in Carnia.

### Formazione e ministero sacerdotale
Dopo aver frequentato la scuola elementare a Gais e la scuola media e il ginnasio umanistico a Brunico, è alunno del Collegium Canisianum e studia presso la Facoltà di teologia dell'Università di Innsbruck.
Il 25 maggio 1986 è ordinato diacono dal vescovo Heinrich Forer, mentre il 28 giugno 1987 è ordinato presbitero dal vescovo Wilhelm Egger.
Per due anni è cooperatore a Dobbiaco, prima di diventare segretario particolare del vescovo Wilhelm Egger, fino al 1991.
Ottenuto il dottorato in teologia dogmatica presso la Pontificia Università Gregoriana a Roma, dal 1995 al 1996 è padre spirituale del Seminario minore Vinzentinum e, dal 1995, professore allo Studio teologico accademico Bressanone.
Dal 1996 al 2010 è rettore del Seminario maggiore e, dal 1997, responsabile per la formazione dei diaconi permanenti di lingua tedesca e ladina.
Nel 2002 è nominato canonico della cattedrale di Bressanone e, nel 2005, decano del capitolo.

### Ministero episcopale

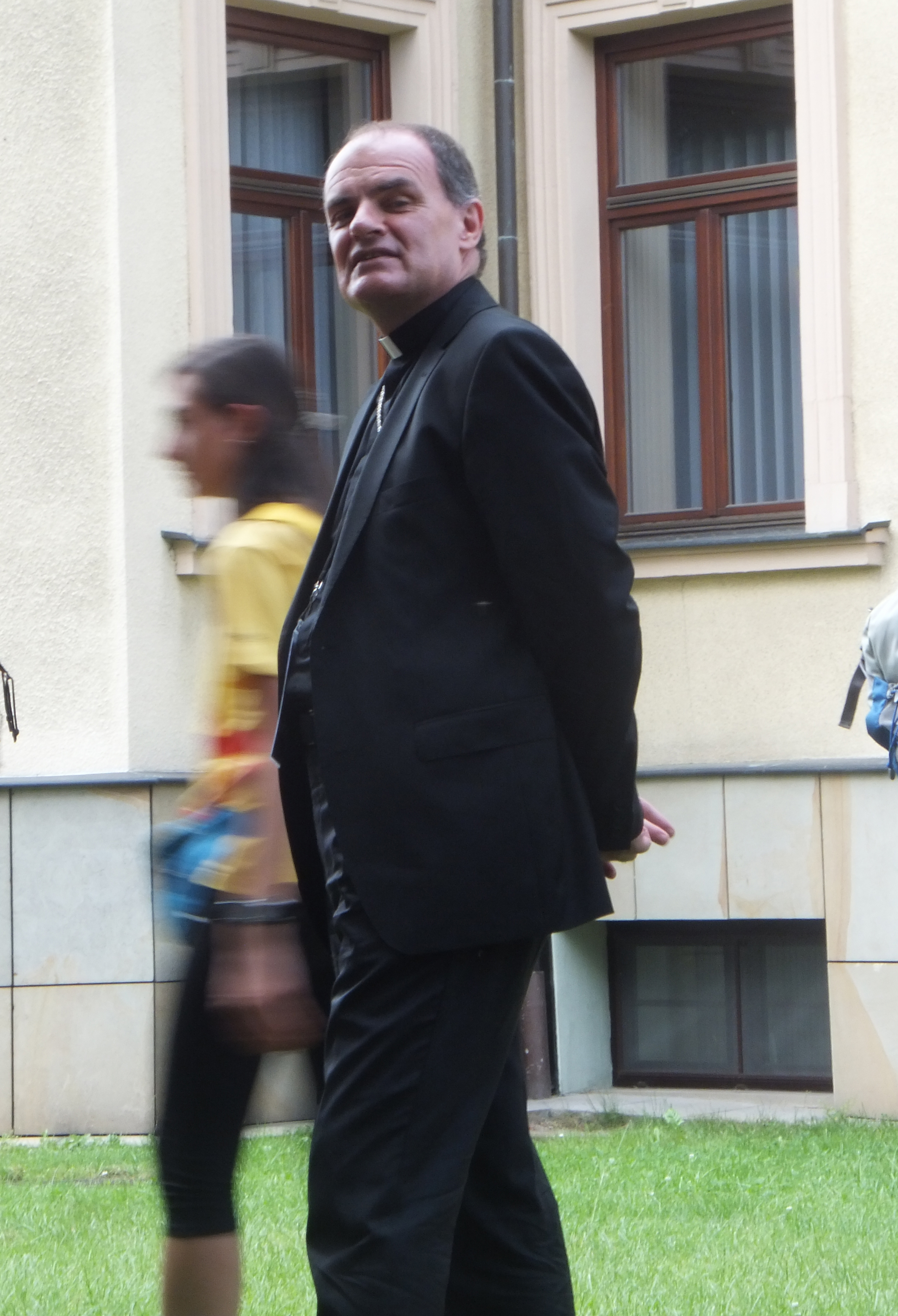
Ivo Muser a Cracovia durante la Giornata Mondiale della Gioventù 2016.

Il 27 luglio 2011 papa Benedetto XVI lo nomina vescovo di Bolzano-Bressanone; succede a Karl Golser, dimessosi per motivi di salute. Il 9 ottobre successivo riceve l'ordinazione episcopale, nella cattedrale di Bressanone, dall'arcivescovo Luigi Bressan, co-consacranti i vescovi Karl Golser e Manfred Scheuer. Durante la stessa celebrazione, prende possesso della diocesi.
Al momento della sua ordinazione risulta essere l'ordinario diocesano italiano più giovane, non tenendo conto di dom Pietro Vittorelli, abate mitrato dell'abbazia territoriale di Montecassino, anch'egli ordinario ma non insignito della dignità episcopale, dimessosi nel giugno 2013.
Dal 24 maggio 2016 è vicepresidente della Conferenza Episcopale Triveneta.
L'8 dicembre 2017 consacra la diocesi a Maria.

### Posizioni teologiche, morali e sociali
Da vescovo, Muser si è attestato su posizioni conservatrici e conformi all'approccio tradizionale della Chiesa: ha tra l'altro stigmatizzato la conservazione privata (senza riposizione in una sepoltura) delle urne dopo la cremazione e la pratica della dispersione delle ceneri. 
Critiche gli sono state mosse per gli esiti scarsamente innovativi del sinodo diocesano convocato dal novembre 2013 al dicembre 2015 e per l'accusa di non aver supportato adeguatamente le indagini sugli abusi sessuali all'interno della sua diocesi, avviate dal suo predecessore Karl Golser.. In seguito all’inchiesta dello studio legale Westpfahl-Spilker-Wastl di Monaco di Baviera, che ha indagato su numerosi casi di violenze sessuali in Trentino Alto Adige, ha assunto responsabilità per omissioni.

## Genealogia episcopale e successione apostolica
La genealogia episcopale è:
- Cardinale Scipione Rebiba
- Cardinale Giulio Antonio Santori
- Cardinale Girolamo Bernerio, O.P.
- Arcivescovo Galeazzo Sanvitale
- Cardinale Ludovico Ludovisi
- Cardinale Luigi Caetani
- Cardinale Ulderico Carpegna
- Cardinale Paluzzo Paluzzi Altieri degli Albertoni
- Papa Benedetto XIII
- Papa Benedetto XIV
- Papa Clemente XIII
- Cardinale Marcantonio Colonna
- Cardinale Giacinto Sigismondo Gerdil, B.
- Cardinale Giulio Maria della Somaglia
- Cardinale Carlo Odescalchi, S.I.
- Cardinale Costantino Patrizi Naro
- Cardinale Lucido Maria Parocchi
- Papa Pio X
- Papa Benedetto XV
- Papa Pio XII
- Cardinale Eugène Tisserant
- Papa Paolo VI
- Cardinale Agostino Casaroli
- Arcivescovo Luigi Bressan
- Vescovo Ivo Muser

La successione apostolica è:
- Vescovo Michele Tomasi (2019)

## Galleria d'immagini

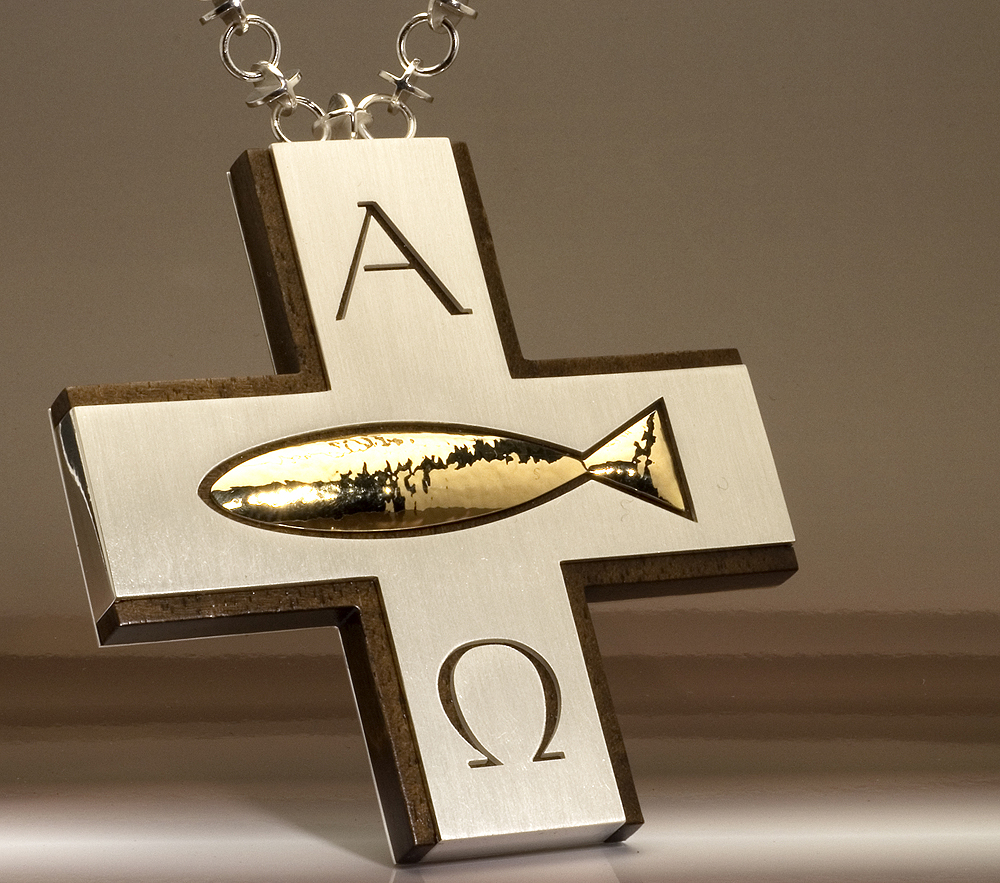
Croce pettorale del vescovo Ivo Muser
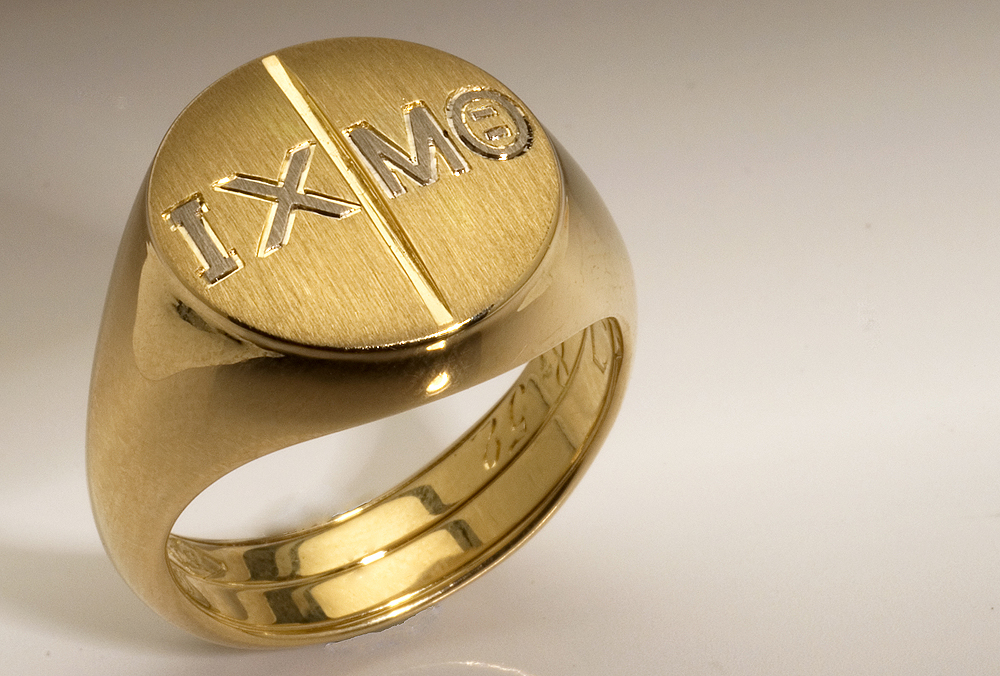
Anello del vescovo Ivo Muser
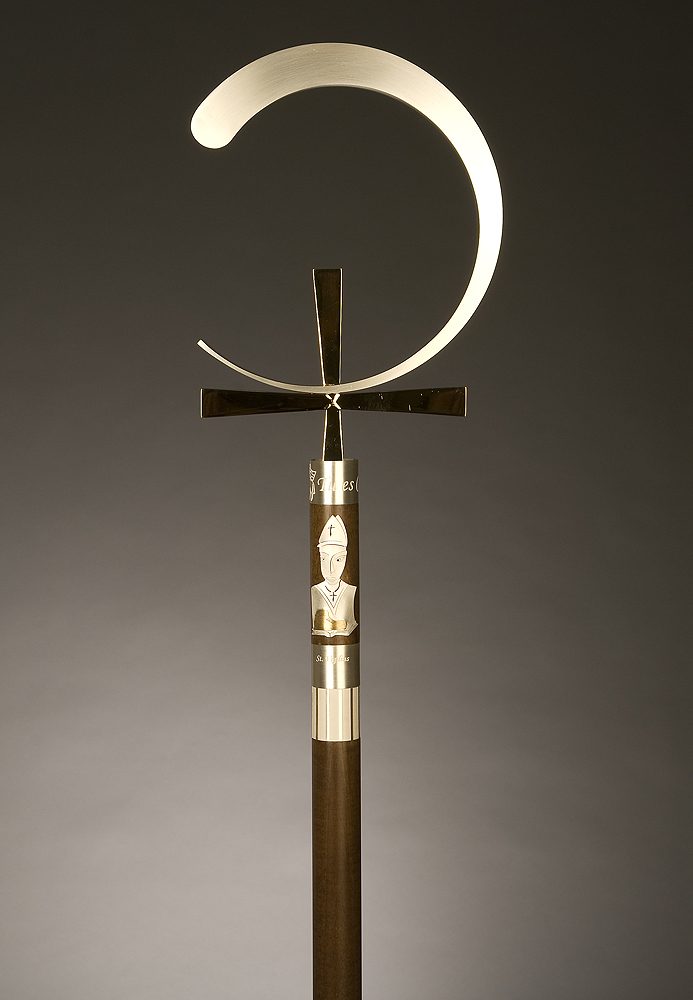
Pastorale del vescovo Ivo Muser